# Prayssac
Prayssac település Franciaországban, Lot megyében. Lakosainak száma 2500 fő (2022. január 1.). Prayssac Puy-l’Évêque, Anglars-Juillac, Bélaye, Castelfranc, Les Junies, Lagardelle, Pescadoires és Pomarède községekkel határos.

## Népesség
A település népességének változása:
| Lakosok száma | 1975 | 2160 | 2233 | 2439 | 2523 | 2452 | 2397 | 2384 | 2419 | 2500 |
|               | 1968 | 1982 | 1990 | 2006 | 2013 | 2015 | 2017 | 2019 | 2020 | 2022 |